# Cathédrale d'Andria
La cathédrale d'Andria est une église catholique romaine d'Andria, en Italie. Il s'agit de la cathédrale du diocèse d'Andria.